# Yungchen Lhamo
Yungchen Lhamo (nabij Lhasa, 1966) is een Tibetaanse zangeres.
Ze werkte vanaf haar vijfde in een tapijtfabriek. In 1989 vluchtte ze uit Tibet door het Himalaya-gebergte over te steken. Ze verbleef eerst in een vluchtelingenkamp in India en maakte een pelgrimage naar McLeod Ganj bij Dharamsala om de veertiende dalai lama Tenzin Gyatso te ontmoeten en zijn zegen te krijgen.
Ze reisde de wereld over om haar muziek op te voeren en het publiek bekend te maken met de Tibetaanse cultuur en de situatie in Tibet. In 1993 vertrok ze naar Australië en in 2000 verhuisde ze naar New York.
Van Lhamo wordt verteld dat ze bij de geboorte de bijnaam Godin van de melodie en de chant had gekregen van een plaatselijke lama.
Jamshied Sharifi is haar producer geweest en ze zong onder meer met Jonathan Elias en Skúli Sverrisson.
In 2024 won Lhamo een Songlines Music Award in de categorie Asia & Pacific.

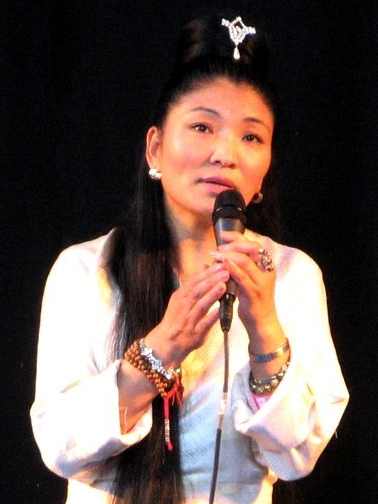
Yungchen Lhamo

## Discografie
- 1995 : Tibetan Prayer
- 1996 : Tibet, Tibet
- 1998 : Coming Home
- 2006 : Ama
- 2013: Tayatha
- 2022: Awakening
- 2023: One Drop of Kindness